# Saint-Bonnet-lès-Allier
 Saint-Bonnet-lès-Allier  es una población y comuna francesa, situada en la región de Auvernia, departamento de Puy-de-Dôme, en el distrito de Clermont-Ferrand y cantón de Vertaizon.

## Demografía
| 114 | 92 | 93 | 189 | 214 | 203 |
| Para los censos de 1962 a 1999 la población legal corresponde a la población sin duplicidades (Fuente: INSEE [Consultar]) |    |    |     |     |     |